# Rudi Llata
Die Formation Los Rudi Llata war eine spanische Clowntruppe. Bestehend aus José Llata Fernández („Joselito“), 1915–1994, Manuel Ruiz Díaz („Nolo“) 1915–2002, José Ruiz Díaz („Pepi“) 1917–1982 und dem Akkordeonisten Leonardo Fernández („Leo“) hatten sie große Erfolge innerhalb und außerhalb Spaniens. Letztere hauptsächlich in Frankreich.

## Entstehung der Gruppe
Die Rudi Llatas waren zwischen 1930 und 1970 fast 40 Jahre lang, vorwiegend in Europa, sehr erfolgreich,.
Sie galten als die lustigsten Clowns ihrer Zeit und arbeiteten mehr außerhalb Spaniens, weil sie mit ihrer, weitgehend ohne Worte auskommenden Kunst und ihrer Musik, wussten, wie sie sich an das Publikum verschiedener Kulturen anpassen konnten.
Pepi und Nolo waren Brüder und zusammen mit ihrer Schwester María, gründeten sie mit Akrobatik und Seiltanz das Diaz Brothers Trio. Joselito arbeitete 1930 als Militärmusiker im Infanterieregiment der menorcinischen Stadt Maó. Dort lernte er das Trio kennen und schloss sich ihm an, auch befördert durch die Tatsache, dass er María ehelichte. Ihre Darbietungen mussten sie allerdings aufgrund des spanischen Bürgerkriegs unterbrechen. Jedoch kehrten sie 1942 zu ihren Auftritten zurück. Bald darauf begleitete sie der Akkordeonist Leonardo Fernández und die spanische klassische Tänzerin Carmen Romero („Harlema“), Nolos Ehefrau, und traten so unter dem Namen „Los 6 Rudi-Llata“ auf.
Irgendwann wurden sie auch zu den „Los 8 Rudi-Llata“, da sie gegen Ende der Aufführung einen Paso Doble tanzten und dies mit ihren jeweiligen Frauen taten. Als Leo sich zur Ruhe setzte und ausschied, wurde er durch den Sohn von Nolo und Carmen ersetzt.
Ihr letzter Auftritt fand 1971 im Rahmen der XIV. Gala de la Piste statt, die am Cirque d’hiver in Paris organisiert wurde. Am 12. Juni 1973 erschienen sie aber noch einmal anlässlich einer Gala in Montjuïc (Barcelona).

## Show
Bekannte Programme der Los Rudi Llata waren „El boxeo“ (Der Boxer), „El restaurante automático“ (Das automatische Restaurant) und „El clarinete“ (Die Klarinette), inspiriert von Charles Chaplin, Werke, in denen sie Clownerie mit Musik kombinierten und hierbei gekonnt mehrere Instrumente, wie Klarinette, Gitarre oder Akkordeon, spielten.
Nolo übernahm die Rolle des eleganten und vornehmen Weißclowns mit geschminktem Gesicht; Pepi und Joselito die Rolle des Dummen August, wobei sie in Kleidung und Schminke den Eindruck erzeugten, als seien sie Zwillinge. Leo erschien hingegen ohne jegliches Make-up und zeigte, dass es nicht notwendig ist sich zu schminken, um Comedy zu machen.
Sie traten am Cirque d’Hiver in Paris, im Cirque Pinder und am Radio Circus, einer 1950 erstmals ins Leben gerufenen Bühnenshow von Radio Télévision Luxembourg auf sowie im Pariser Circus Medrano.
1954 hatten sie einen Auftritt in Kurt Hoffmanns Film Feuerwerk; mit Romy Schneider und Lilli Palmer in den Hauptrollen.

## Auszeichnungen und Ehrungen
Die Rudi Llatas gewannen 1969 den Trofeo Grock in Mailand und der Oscar des IV. World Circus Festivals, vom spanischen Impresario Arturo Castilla organisiert und 1972 im Palacio de Deportes de la Comunidad de Madrid von der Schauspielerin Sara Montiel überreicht wurde.
Im Jahr 2012 wurde die Ausstellung Historia del Circo Moderno. Conmemoración del 250 aniversario del circo moderno 1768-2018 (Geschichte des modernen Zirkus. Feier am 250. Jahrestag des modernen Zirkus 1768–2018) in dem unter anderem das Leben der Rudi Llatas im Abschnitt Spanische Clowns des 20. Jahrhunderts gezeigt wurde.